# Une femme indonésienne
Pour les articles homonymes, voir Nana.
Pour plus de détails, voir Fiche technique et Distribution.
Une femme indonésienne, aussi Nana (Before, Now, & Then) est un film dramatique indonésien écrit et réalisé par Kamila Andini  qui a été en compétition officielle en février 2022 à la Berlinale.

## Liminaire
« Un projet de film très ambitieux sur l'histoire indonésienne sans perdre son approche personnelle et originale du point de vue des femmes. L'histoire est tissée de musique et de sentiments auxquels nous ne pouvons pas échapper », a déclaré Carlo Chatrian, directeur artistique de la Berlinale.
Le film, qui se déroule en 1960, raconte l'histoire de Raden Nana Sunani, une femme ordinaire surnommée Nana. Le scénario est adapté d'un fragment du roman autobiographique Jais Darga Namaku d'Ahda Imran (id).

## Synopsis
Une femme indonésienne est l'histoire de femmes luttant dans l'ère de la politique, de la guerre et de la rébellion dans la culture patriarcale.

## Fiche technique
- Titre original : Before, Now, & Then
- Titre français : Nana
- Réalisation : Kamila Andini
- Scénario : Kamila Andini
- Photographie : Batara Goempar Siagian
- Montage : Ahmad Fesdi Anggoro
- Musique : Ricky Lionardi
- Pays de production : Indonésie
- Langue originale : soundanais
- Format : couleur
- Genre : drame
- Durée :  100 minutes
- Dates de sortie : 
  - Allemagne : 12 février 2022 (Berlinale)

## Distribution
- Happy Salma : Raden Nana Suhani
- Laura Basuki : Ino
- Arswendy Beningswara : Mr. Darga
- Ibnu Jamil (id) : Raden Icang
- Rieke Diah Pitaloka (comme Rieke Dyah Pitaloka) : Ningsih
- Chempa Puteri : Dais jeune
- Arawinda Kirana (id) : Dais

## Distinctions
- Berlinale 2022 : Ours d'argent de la meilleure performance de second rôle pour Laura Basuki